# Prinsenhof
Prinsenhof (Stedelijk Museum Het Prinsenhof) – muzeum miejskie w Delfcie w Holandii. Tematycznie jest poświęcone Wilhelmowi Orańskiemu i jego roli w powstaniu Republiki Siedmiu Zjednoczonych Prowincji Niderlandzkich, a także wydarzeniom oraz postaciom związanym z wojną o niepodległość Niderlandów. Ponadto zgromadzona kolekcja sztuki i przedmiotów sztuki użytkowej z XVII wieku, w tym „porcelany” z Delftu, pokazuje zwiedzającym miasto podczas tego okresu historycznego.
Mieści się w poklasztornym kompleksie z XV wieku zbudowanym w stylu burgundzkiego gotyku, położonym przy placu Sint-Agathaplein 1. Gromadzi zbiory map ilustrujących historię Holandii, rozwój jej miast i regionów, kolekcję topograficznych obrazów Delftu. Można także obejrzeć tutaj średniowieczną rzeźbę, zbiór portretów najważniejszych postaci historycznych z okresu powstania holenderskiego oraz porcelanę. W muzealnych wnętrzach zabytkowe podłogi wyłożone są kafelkami, a okna mają oprawy z ołowiu. Przy muzeum znajdują się także ogrody.
Muzeum Het Prinsenhof można zwiedzać codziennie oprócz poniedziałku, wstęp do niego jest płatny.

## Zabójstwo Wilhelma I Orańskiego

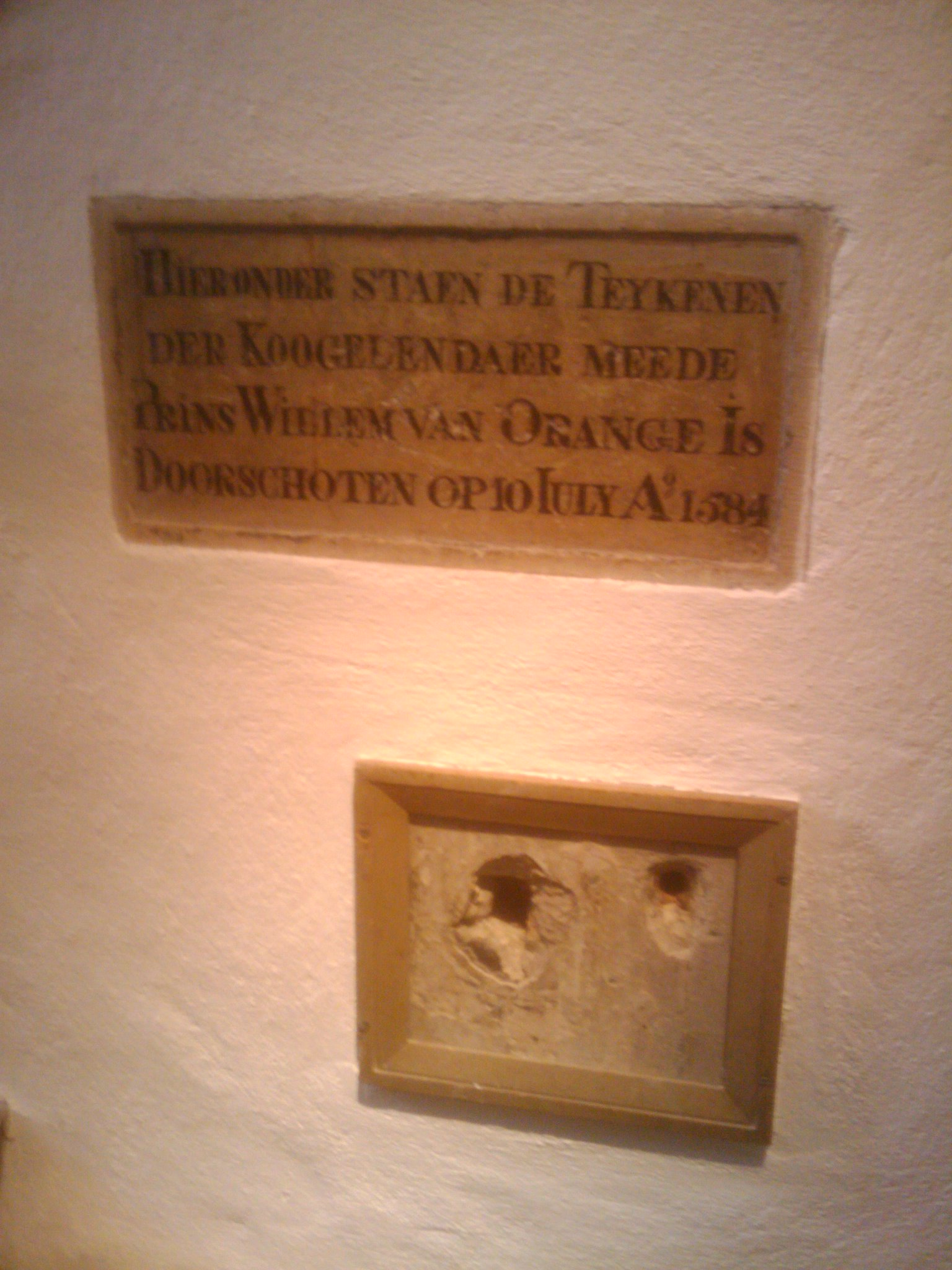
Ślady po kulach, od których zginął Wilhelm z Nassau

W roku 1584 w tym żeńskim klasztorze świętej Agaty doszło do politycznego morderstwa. Stronnik Hiszpanów Balthasar Gérard zastrzelił tutaj Wilhelma I Orańskiego zwanego Cichym, Niemym lub Milczącym (jemu to poświęcony jest hymn Holandii – Wilhelm z Nassau czyli Het Wilhelmus). Ślady po kulach eksponowane są za szkłem na ścianie Mordzaal. Pomnik Wilhelma I Orańskiego stoi w przymuzealnych ogrodach.